# منتخب ويلز لكرة القدم للسيدات
منتخب ويلز لكرة القدم للسيدات هو الممثل الرسمي لدولة ويلز في منافسات كرة القدم النسائية.